# Cuphea wrightii
Cuphea wrightii är en fackelblomsväxtart som beskrevs av Asa Gray. Cuphea wrightii ingår i släktet blossblommor, och familjen fackelblomsväxter.

## Underarter
Arten delas in i följande underarter:
- C. w. alba
- C. w. meionandra
- C. w. venusta